# جهانیان
جهانیان (به انگلیسی: Jehanian) یک منطقهٔ مسکونی در پاکستان است که در پنجاب واقع شده‌است.